# 四侯会議
四侯会議（しこうかいぎ）は、慶応3年（1867年）5月、京都において設置された諸侯会議である。有力な大名経験者3名と実質上の藩の最高権力者1名からなる合議体制で、15代将軍・徳川慶喜や摂政・二条斉敬に対する諮詢機関として設置された。幕末に流行した公議政体論の流れの中で、薩摩藩の主導のもとに成立した会議であり、朝廷や幕府の正式な機関ではなかったが、それに準ずるものとして扱われた。薩摩藩はこれを機に政治の主導権を幕府から雄藩連合側へ奪取し、朝廷を中心とした公武合体の政治体制へ変革しようと図ったが、慶喜との政局に敗れ、ごく短期間で挫折した。この結果、薩摩は完全に武力による倒幕に舵を切ることとなる。
※本項における日付はすべて旧暦（天保暦）によるものである。

## 背景

### 徳川慶喜
第二次長州征討の最中、14代将軍・徳川家茂が大坂城で急死した後、後継者と見なされた徳川慶喜は徳川宗家の継承のみ承諾したが、将軍襲職は固辞した。周囲から推され、それを断り切れずに就任する形式をとろうとしたためと言われる。5ヶ月後の12月5日、ようやく慶喜は征夷大将軍に就任する。しかし、同月に孝明天皇が突然崩御。慶喜は治世序盤にして大きな後ろ盾を失うこととなった。
新将軍・慶喜にとっての大きな課題は、前将軍急死に伴って停戦したとはいえ未だ表向きは朝敵であった長州藩への処分問題と、諸外国と約束したものの孝明天皇の強い反対によって実現しなかった兵庫港の開港問題であった。
慶喜は、第二次長州征伐に失敗するなど、権威が失墜していた幕府を、幕府を中心とした朝廷との公武合体によって権威を回復し、政治の主導権を握りたいと考えていた。

### 兵庫開港問題
兵庫港は、安政5年（1858年）に締結された、日米修好通商条約およびその他諸国との条約（安政五カ国条約）により、西暦1863年からの開港が予定されていたが、異人嫌いで知られた孝明天皇が京都に近い兵庫の開港に断固反対し、また条約そのものの勅許を出さなかったため、開港計画は頓挫していた。
この状況に業を煮やした諸外国が慶応元年（1865年）9月13日、イギリス公使ハリー・パークスの呼びかけにより、イギリス・フランス・オランダ・アメリカの連合艦隊が紀淡海峡を突破して兵庫沖に停泊し、開港を迫る事件が起きていた。幕府が新たに結んだロンドン覚書では開港が5年延期され、西暦1868年1月1日（和暦では慶応3年12月7日）をもって兵庫開港の期日としていたため、慶喜の将軍就任時点では、あと1年しか残されていなかった。
フランス公使レオン・ロッシュは、早速2月6日に大坂城で慶喜と会見し、兵庫開港の履行を求めている。これを受け3月5日、慶喜は朝廷に兵庫開港の勅許を奏請したが、容れる所とならず、22日に再度上表。これも不許可とされる。諸外国からは開港半年前（6月7日）までに国内にその旨を告知することが求められており、何としても5月中の勅許が必要であったため、慶喜は諦めることなく三度上表文を提出する。
その一方、3月中旬に慶喜は各国公使を大坂城にて公式に引見し、将軍の責任をもって兵庫開港を断行すると宣言。薩摩藩など幕府権威の低下を図る勢力を牽制し、幕府が日本を代表する政府であること、外交の主導権が厳然として幕府にあることを明示した恰好となった。すなわち兵庫開港は外交問題でありながら、国内の政局問題と強く連動していたのである。

### 薩摩藩の動き
一方、慶応2年（1866年）に長州藩と薩長同盟を締結した薩摩藩は、長州の名誉回復に尽力するとともに、幕府主導の政局を牽制し、列侯会議路線を進め、朝廷を中心とした公武合体の政治体制へ変革したいと考えていた。
そこで薩摩藩在京首脳の小松清廉・西郷隆盛・大久保利通らは雄藩諸侯らを上京させて、長州問題・兵庫開港問題などの国事を議する会議を画策する。
2月1日には島津久光（藩主・島津茂久の父）に上京を促すため、西郷が鹿児島へ帰国。久光の賛同を得た西郷は、そのまま久光の命で伊達宗城（前宇和島藩主）、山内容堂（前土佐藩主）の誘い出しに赴く。
一方、京都では小松が在京中の松平春嶽（前越前藩主）を説得。3月25日には久光が7000人と号する藩兵（実際は700程度か）を引き連れて鹿児島を出発（4月12日に入京）。続いて4月15日に宗城も入京。5月1日には容堂も入洛し、四賢侯が揃った。
なお、慶喜の再三にわたる兵庫開港の上奏を受けた朝廷は3月24日に全国25藩に対し、慶喜上表文に対する意見具申と藩主上京を求めていたため、これら諸侯の上京も結果的に朝命となった。

## 四侯会議の概要

### 四侯会議の構成員
- 島津久光（薩摩藩主の父）
- 松平春嶽（前越前藩主）
- 山内容堂（前土佐藩主）
- 伊達宗城（前宇和島藩主）

### 慶喜と四侯

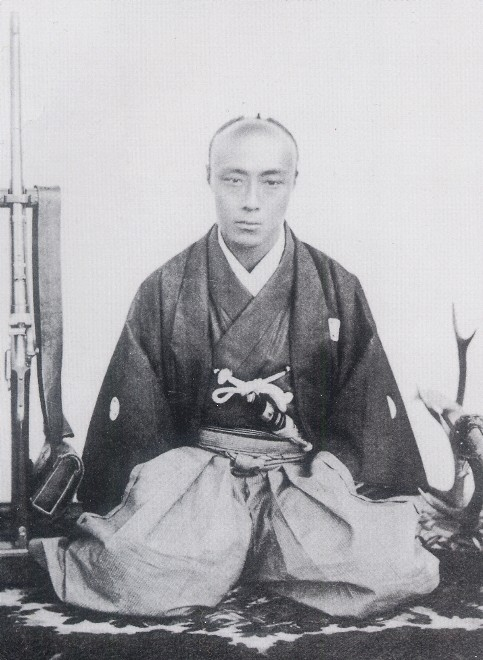
徳川慶喜
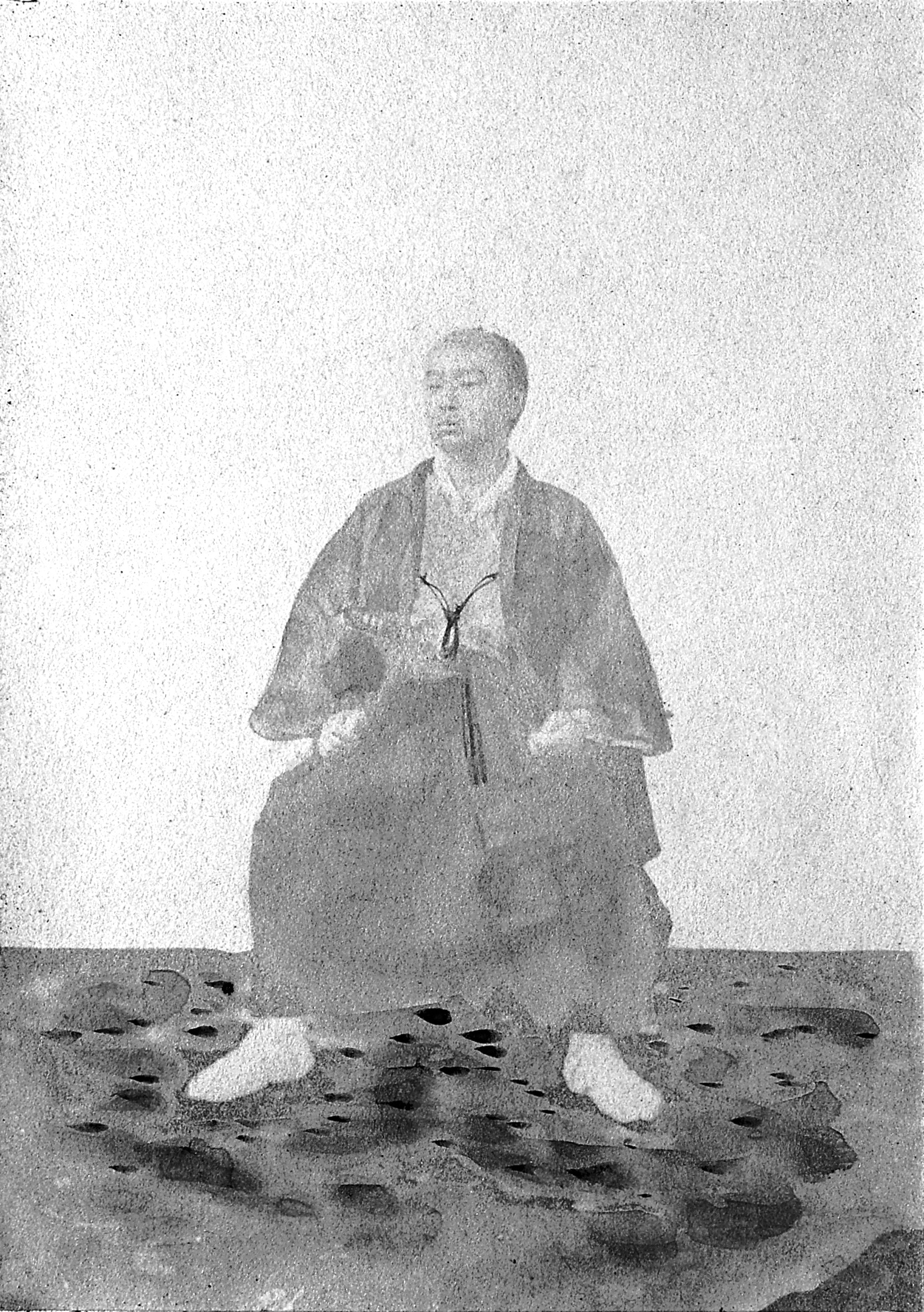
島津久光
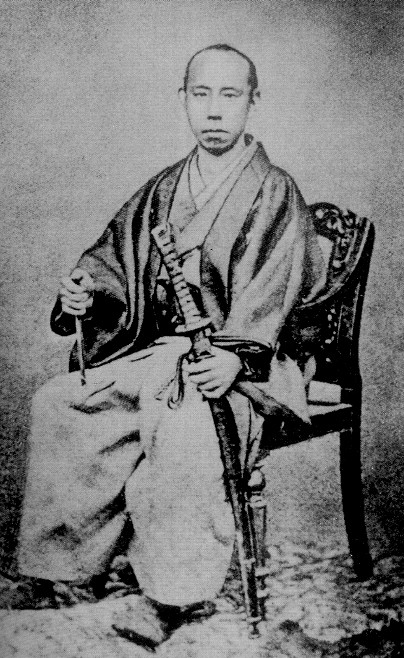
松平春嶽
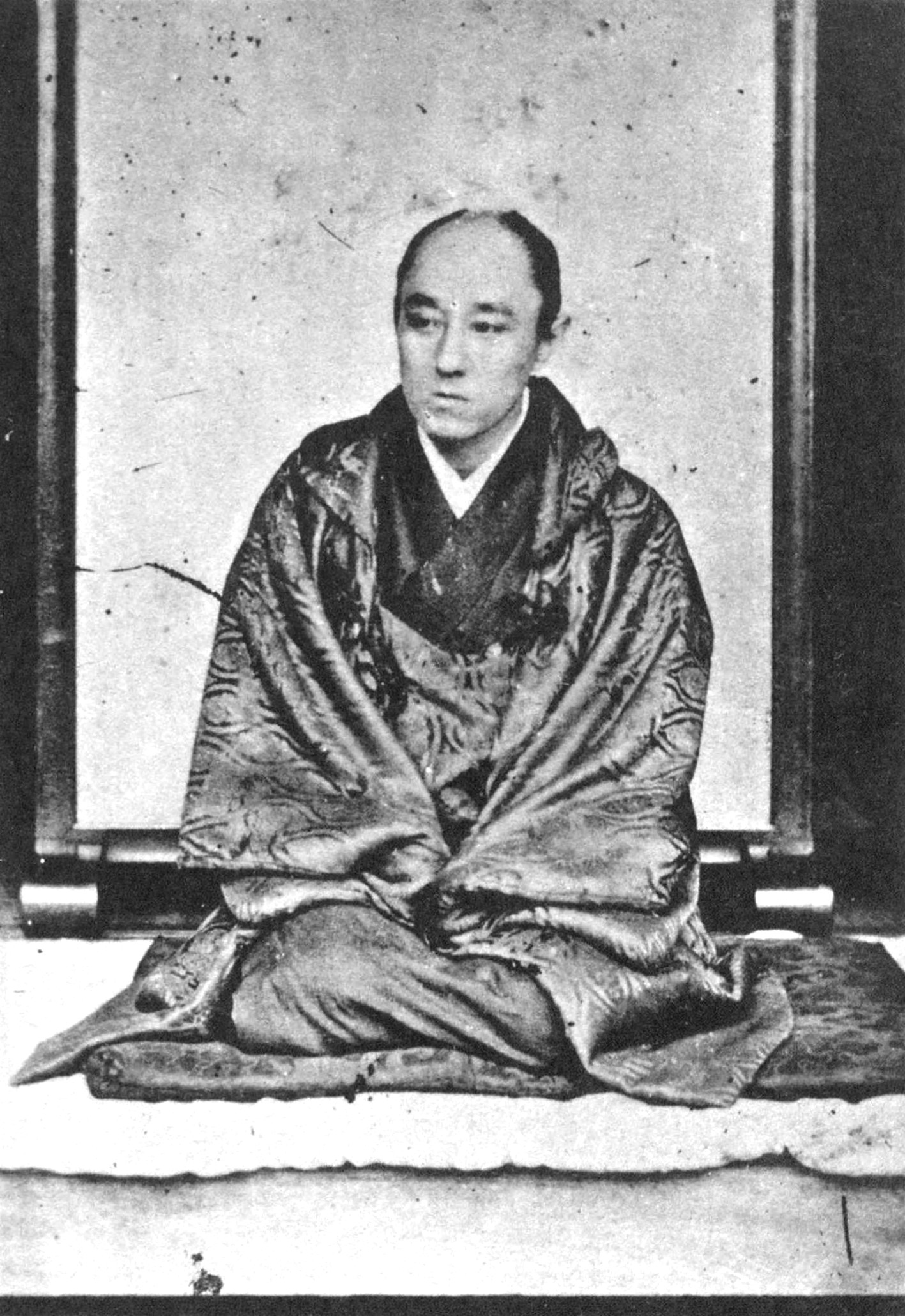
山内容堂
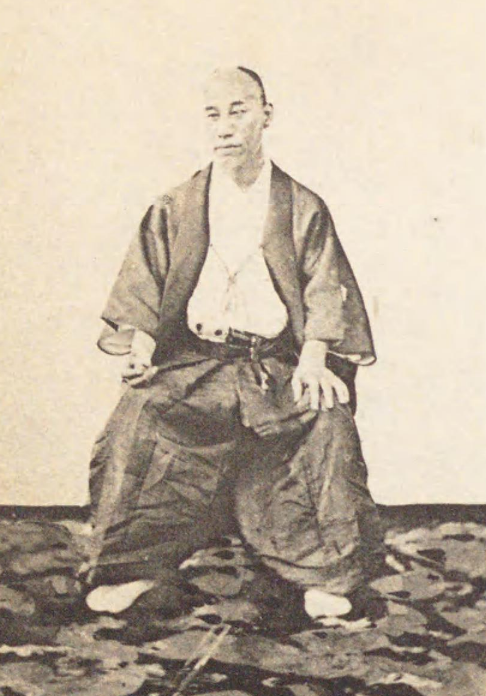
伊達宗城

### 会議の日程
5月4日、京都の越前藩邸に久光、容堂、春嶽、宗城の4人が集い、四侯会議がスタートした。以後、以下のように会合が持たれた。
- 5月4日 - 越前藩邸で会談
- 5月6日 - 二条斉敬（摂政）邸で摂政と対談
- 5月10日 - 二条邸で摂政と対談（容堂は欠席）
- 5月12日 - 土佐藩邸で会談。二条城登営を議す。
- 5月14日 - 二条城で慶喜と対談。記念撮影。
- 5月17日 - 土佐藩邸で会談
- 5月19日 - 二条城で慶喜と対談（容堂は欠席）
- 5月21日 - 二条城で慶喜と対談（容堂は欠席）

この四侯会議は、文久3年（1863年）末から翌年春まで数ヶ月間設置されていた参預会議の再現であり、構成メンバーも議題もほぼ同じであった（詳細は参預会議の項目を参照）が、周囲の状況は一変していた。

## 四侯会議の推移

### 議奏人事
四侯会議序盤の議題は朝廷の人事で、当時欠員となっていた議奏の補充を巡り、親幕府派の二条摂政と久光との間に激論が交わされた。久光は以前から懇意の大原重徳、中御門経之を推したが、二条摂政は何かにつけて「先帝の叡慮（孝明天皇は尊王攘夷派の過激公卿を嫌っていた）」を持ち出して難色を示したため、久光が「それならば先帝の叡慮に従い、慶喜が要求する兵庫開港も断然拒否なさるか」と詰め寄り、二条が「暴論なるべし」と激怒し、久光も「暴論とはいかなる趣意か」と応ずる緊迫した場面となった。結局、議奏人事は押し切られ長谷信篤、正親町三条実愛が任じられることになった。

### 議題の優先問題
5月14日、慶喜は四侯を引見して国事を議するが、長州問題と兵庫開港問題のどちらを優先するかが、まず対立点となった。久光は長州寛典論（藩主・毛利敬親が世子・広封へ家督を譲り、十万石削封を撤回、父子の官位を旧に復す）を唱え、兵庫問題よりも先にこれを決定すべきであると主張し、宗城が同調した。しかし慶喜は、長州寛典は幕府の非を認めることになる上、会議が薩摩主導の流れになってしまうことを恐れ、これに反対。兵庫開港の期日が迫ってきていることを理由に、あくまでこちらを優先すべきと立場を崩さず、3年半前の参預会議と同様、慶喜と久光の対立で会議は頓挫してしまう（ただし参預会議の際には、久光が長州即時懲罰を主張し、慶喜が横浜鎖港を主張するという全く逆の展開であった）。結局妥協が見られぬままこの日は、慶喜の提案により諸侯との記念写真を撮影しただけで散会となり、四侯側が慶喜から上手くあしらわれた恰好となった。
19日には病欠と称した容堂を除く3人が、老中・板倉勝静（備中松山藩主）、稲葉正邦（淀藩主）に談判するが納れられず、松平春嶽は両件同時奏請を提案して妥協を試みる。しかし慶喜の政局主導を阻止したい大久保利通は越前藩邸へ出向いて説得（小松も宗城を説得）。結局23日にいたって四侯は、連名で長州問題先議を建議書にして提出するにとどまった。

### 徹夜の朝議
この5月23日、タイムリミットの迫った慶喜は決死の覚悟をもって朝議に臨んだ。本来朝命によって召集されたはずの四侯も全員が列席すべき立場であったが、すでに半ば諦め気味の雰囲気が漂い、結局春嶽、宗城の2人が参席したのみである。慶喜の意気込みにもかかわらず朝廷側の抵抗も激しく、「先帝の御遺志」を盾に兵庫開港許可を拒んだ。板挟みにあった二条摂政は結論の先延ばしを図る。しかし、夜半の休憩中にも慶喜は春嶽に「今回ばかりは議決するまで何昼夜かかっても退去しない覚悟である。さもなくば必ず（大久保・西郷らの）工作が再開されてしまう」と述べ、驚異的な粘りを見せた。
翌日未明に至り、あまりの会議の長さに散会しようとした二条に対して、大納言・鷹司輔政が「天皇も将軍も良しとする勅許をこの会議で決められないようでは天下は乱れ、朝廷も今日限りである」と発言。父の輔煕にたしなめられるが、これを機に朝臣らも二条の優柔不断を責める流れとなり、ついに明け方摂政が折れ、兵庫開港および長州寛典論を奏請し、明治天皇の勅許を得ることが決定した。慶喜が主導して徹夜の朝議で勅許を勝ち取ったことは、一連の政局における慶喜の完全勝利と四侯会議側の敗北を意味した。

## 会議崩壊の影響
薩摩藩の西郷、大久保らは四侯会議の失敗を受け、戦略の変更を余儀なくされる。慶応3年（1867年）5月21日、中岡慎太郎の仲介によって、西郷、小松帯刀らは土佐藩の討幕派の重鎮・乾退助、谷干城らと薩土討幕の密約を締結し、5月25日、薩摩藩邸で重臣会議が開かれ、武力討幕に舵を切ることが確認された。すなわち、もはや列侯会議で幕府（および慶喜）を牽制するのは不可能であるとして、島津斉彬以来維持してきた公議路線を放棄し、武力倒幕路線を指向することとなる。軍役奉行・伊地知正治はこの倒幕の方針を久光に伝え、これに久光も半ば同意した。(久光は武力による倒幕は諸外国の介入を招く恐れがあると懸念をもっていた)
薩摩藩は秘かに岩倉具視と結び、中山忠能、正親町三条実愛、中御門経之らの協力を得て討幕の密勅降命に向け、工作することとなる。
一方四侯会議の途中から欠席するなど薩摩と距離を置き始めた容堂は、むしろこの後徳川家擁護の姿勢へ傾斜を深めていく。同年6月坂本龍馬から大政奉還等の進言を得た土佐藩の後藤象二郎は、容堂にこれを進言する。徳川家存続の妙策と考えた容堂は、慶喜に大政奉還を建白した。その結果、薩摩側の討幕の密勅工作の機先を制し、10月14日大政奉還が実行されることとなる。

## 参考史料
- 『徳川慶喜公伝』（渋沢栄一）
- 『続再夢紀事』（中根雪江ほか）
- 『日本歴史大系 4 近代I』（山川出版社、1987年、ISBN 4634200406）第一編「開国と幕末政治」第二章「幕末政治の展開」第三節「公武合体と尊攘運動」（執筆:大久保利謙）
- 『島津久光と明治維新 久光はなぜ、討幕を決意したか』（芳即正、吉川弘文館、2002年、ISBN 4404029950）
- 『幕末ニュース』(監修 加来耕三・原口泉) 南日本放送